# Andrea Crugnola
Andrea Crugnola (Varese, 25 aprile 1989) è un pilota di rally italiano, quattro volte campione italiano di rally nel 2020, 2022, 2023, 2024.

## Carriera

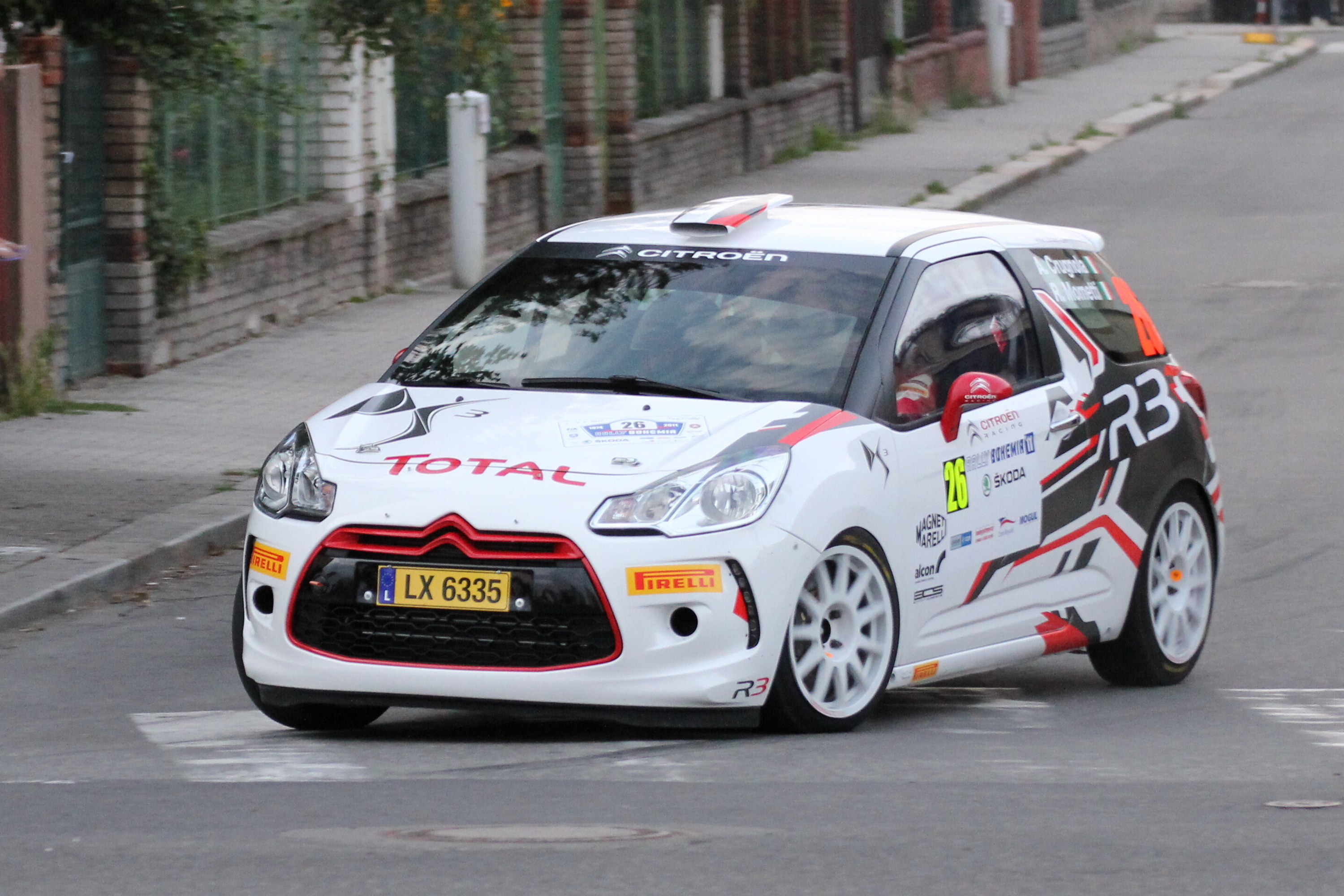
Andrea Crugnola su una Citroën DS3 R3 al Rally di Bohemia 2011.

Vice campione italiano rally nel 2019 e terzo nel 2018, nel 2019 ha vinto il Monza Rally Show, piazzandosi davanti a Dani Sordo e Andrea Nucita. Nel 2020 ha vinto insieme al suo navigatore Pietro Elia Ometto il campionato italiano rally su Citroën C3 R5 con 67,5 punti davanti a Giandomenico Basso.. Nel 2021 si classifica decimo al Rally di Monza del 2021 conquistando il primo punto iridato e la contestuale vittoria nella categoria WRC-3.
Nel 2022 si riconferma campione italiano con 124,5 punti, sempre navigato da Pietro Elia Ometto, battendo Damiano De Tommaso con 99 punti. Nel 2023 partecipa al campionato italiano assoluto rally (CIAR) vincendo tutti i primi 5 appuntamenti disponibili, mettendo in bacheca il terzo campionato con ancora 3 rally da disputare, vincendo il Rally di Roma 2023, valido anche per l'europeo Rally. Nel 2024 si conferma Campione Italiano Assoluto Rally Sparco, con una gara di anticipo sul termine della manifestazione.

## Palmarès
- Campionato italiano rally: 4

2020 su Citroën C3 R5
2022 su Citroën C3 R5
2023 su Citroën C3 Rally2
2024 su Citroën C3 Rally2
- Campionato Italiano Rally Junior (CIRJ): 1

2013 su Renault Twingo RS R2

### Vittorie nel WRC-3
| # | Anno | Evento            | Co-pilota          | Auto                 | Squadra                    |
| - | ---- | ----------------- | ------------------ | -------------------- | -------------------------- |
| 1 | 2015 | Rally di Germania | Michele Ferrara    | Renault Clio RS R3T  | Renault Sport Technologies |
| 2 | 2021 | Rally di Monza    | Pietro Elia Ometto | Hyundai i20 N Rally2 | -                          |

### Vittorie nell'ERC
| # | Anno | Evento                 | Co-pilota          | Auto              | Squadra      |
| - | ---- | ---------------------- | ------------------ | ----------------- | ------------ |
| 1 | 2023 | Rally di Roma Capitale | Pietro Elia Ometto | Citroën C3 Rally2 | F.P.F. Sport |
| 2 | 2024 | Rally di Roma Capitale | Pietro Elia Ometto | Citroën C3 Rally2 | F.P.F. Sport |

## Onorificenze e riconoscimenti
- Medaglia di bronzo Coni 2018[9]
- Medaglia di bronzo Coni 2019

## Risultati nel mondiale rally

### WRC
| 2013 | Scuderia | Vettura         |    |  |  |  |  |  |  |  |  |  |  |  |  |  |  |  | Punti | Pos. |
| ---- | -------- | --------------- | -- |  |  |  |  |  |  |  |  |  |  |  |  |  |  |  | ----- | ---- |
| 2013 |          | Citroën DS3 R3T | 15 |  |  |  |  |  |  |  |  |  |  |  |  |  |  |  | 0     |      |

| 2015 | Scuderia                   | Vettura             |  |  |  |  |    |    |    |  |    |  |    |     |  |  |  |  | Punti | Pos. |
| ---- | -------------------------- | ------------------- |  |  |  |  | -- | -- | -- |  | -- |  | -- | --- |  |  |  |  | ----- | ---- |
| 2015 | Renault Sport Technologies | Renault Clio RS R3T |  |  |  |  | 41 | 37 | 50 |  | 22 |  | 29 | Rit |  |  |  |  | 0     |      |

| 2016 | Scuderia | Vettura             |  |  |  |  |    |  |     |     |  |  |  |  |  |  |  |  | Punti | Pos. |
| ---- | -------- | ------------------- |  |  |  |  | -- |  | --- | --- |  |  |  |  |  |  |  |  | ----- | ---- |
| 2016 |          | Citroën DS3 R3T Max |  |  |  |  | 51 |  | Rit | Rit |  |  |  |  |  |  |  |  | 0     |      |

| 2017 | Scuderia | Vettura        |    |  |  |  |  |  |  |  |  |  |  |  |  |  |  |  | Punti | Pos. |
| ---- | -------- | -------------- | -- |  |  |  |  |  |  |  |  |  |  |  |  |  |  |  | ----- | ---- |
| 2017 |          | Ford Fiesta R5 | 18 |  |  |  |  |  |  |  |  |  |  |  |  |  |  |  | 0     |      |

| 2019 | Scuderia | Vettura        |  |  |  |  |  |  |  |    |  |  |  |  |  |  |  |  | Punti | Pos. |
| ---- | -------- | -------------- |  |  |  |  |  |  |  | -- |  |  |  |  |  |  |  |  | ----- | ---- |
| 2019 |          | Škoda Fabia R5 |  |  |  |  |  |  |  | 32 |  |  |  |  |  |  |  |  | 0     |      |

| 2021 | Scuderia | Vettura              |  |  |  |  |  |  |  |  |  |  |  |    |  |  |  |  | Punti | Pos. |
| ---- | -------- | -------------------- |  |  |  |  |  |  |  |  |  |  |  | -- |  |  |  |  | ----- | ---- |
| 2021 |          | Hyundai i20 N Rally2 |  |  |  |  |  |  |  |  |  |  |  | 10 |  |  |  |  | 1     | 33º  |

| Legenda | 1º posto | 2º posto | 3º posto | A punti | Senza punti | Ritirato | Squalificato | NP=Non partito C=Gara cancellata | Apice=Power stage |

### WRC-2
| 2017 | Scuderia | Vettura        |   |  |  |  |  |  |  |  |  |  |  |  |  |  |  |  | Punti | Pos. |
| ---- | -------- | -------------- | - |  |  |  |  |  |  |  |  |  |  |  |  |  |  |  | ----- | ---- |
| 2017 |          | Ford Fiesta R5 | 7 |  |  |  |  |  |  |  |  |  |  |  |  |  |  |  | 6     | 31º  |

| Legenda | 1º posto | 2º posto | 3º posto | A punti | Senza punti | Ritirato | Squalificato | NP=Non partito C=Gara cancellata | Apice=Power stage |

### WRC-3
| 2015 | Scuderia                   | Vettura             |  |  |  |  |   |   |    |  |   |  |   |     |  |  |  |  | Punti | Pos. |
| ---- | -------------------------- | ------------------- |  |  |  |  | - | - | -- |  | - |  | - | --- |  |  |  |  | ----- | ---- |
| 2015 | Renault Sport Technologies | Renault Clio RS R3T |  |  |  |  | 6 | 2 | 10 |  | 1 |  | 2 | Rit |  |  |  |  | 70    | 4º   |

| 2016 | Scuderia | Vettura             |  |  |  |  |    |  |     |     |  |  |  |  |  |  |  |  | Punti | Pos. |
| ---- | -------- | ------------------- |  |  |  |  | -- |  | --- | --- |  |  |  |  |  |  |  |  | ----- | ---- |
| 2016 |          | Citroën DS3 R3T Max |  |  |  |  | 14 |  | Rit | Rit |  |  |  |  |  |  |  |  | 0     |      |

| 2021 | Scuderia | Vettura              |  |  |  |  |  |  |  |  |  |  |  |    |  |  |  |  | Punti | Pos. |
| ---- | -------- | -------------------- |  |  |  |  |  |  |  |  |  |  |  | -- |  |  |  |  | ----- | ---- |
| 2021 |          | Hyundai i20 N Rally2 |  |  |  |  |  |  |  |  |  |  |  | 12 |  |  |  |  | 29    | 12º  |

| Legenda | 1º posto | 2º posto | 3º posto | A punti | Senza punti | Ritirato | Squalificato | NP=Non partito C=Gara cancellata | Apice=Power stage |

### WRC Academy/Junior WRC
| 2011 | Scuderia | Vettura        |  |  |   |  |   |  |  |     |   |  |     |  |   |  |  |  | Punti | Pos. |
| ---- | -------- | -------------- |  |  | - |  | - |  |  | --- | - |  | --- |  | - |  |  |  | ----- | ---- |
| 2011 |          | Ford Fiesta R2 |  |  | 7 |  | 6 |  |  | Rit | 3 |  | Rit |  | 8 |  |  |  | 35    | 6º   |

| 2016 | Scuderia | Vettura             |  |  |  |  |   |  |     |     |  |  |  |  |  |  |  |  | Punti | Pos. |
| ---- | -------- | ------------------- |  |  |  |  | - |  | --- | --- |  |  |  |  |  |  |  |  | ----- | ---- |
| 2016 |          | Citroën DS3 R3T Max |  |  |  |  | 9 |  | Rit | Rit |  |  |  |  |  |  |  |  | 2     | 13º  |

| Legenda | 1º posto | 2º posto | 3º posto | A punti | Senza punti | Ritirato | Squalificato | NP=Non partito C=Gara cancellata | Apice=Power stage |

## Risultati nel campionato europeo
| Anno | Scuderia                  | Vettura             | 1      | 2      | 3     | 4       | 5       | 6      | 7   | 8      | 9   | 10     | 11     | 12  | Pos. | Punti |
| ---- | ------------------------- | ------------------- | ------ | ------ | ----- | ------- | ------- | ------ | --- | ------ | --- | ------ | ------ | --- | ---- | ----- |
| 2013 | Etruria                   | Renaut Twingo RS R2 | JAN    | LIE    | ISO   | AZZ     | COR     | YPR    | SIB | BAR    | POL | CRO    | SAN 17 | VAL | NC   | 0     |
| 2014 | -                         | Peugeot 208 R2      | JAN    | LIE 22 | ACR   | IRL Rit | AZZ Rit | YPR 18 | EST | BAR 21 | CIP | VAL 15 | COR 13 |     | NC   | 0     |
| 2019 | Gass Racing               | Škoda Fabia R5      | AZZ    | ISO    | LIE   | POL     | ROM 3   | BAR    | CIP | UNG    |     |        |        |     | 18°  | 23    |
| 2020 | F.P.F. Sport              | Citroën C3 R5       | ROM 21 | LIE    | FAF   | UNG     | ISO     |        |     |        |     |        |        |     | NC   | 0     |
| 2021 | Hyundai Rally Team Italia | Hyundai i20 R5      | POL    | LIE    | ROM 2 | BAR     | AZZ     | SER    | UNG | ISO    |     |        |        |     | 16°  | 29    |
| 2022 | F.P.F. Sport              | Citroën C3 Rally2   | SER    | AZZ    | ISO   | POL     | LIE     | ROM 5  | BAR | CAT    |     |        |        |     | 25°  | 21    |
| 2023 | F.P.F. Sport              | Citroën C3 Rally2   | SER    | ISO    | POL   | LIE     | SCA     | ROM 1  | BAR | UNG    |     |        |        |     | 18°  | 30    |
| 2024 | F.P.F. Sport              | Citroën C3 Rally2   | UNG    | ISO    | SCA   | EST     | ROM 1   | BAR    | CER | SIL    |     |        |        |     | 18°  | 30    |